# 日田彦山線
日田彦山線（ひたひこさんせん）は、福岡県北九州市小倉南区の城野駅から大分県日田市の夜明駅に至る九州旅客鉄道（JR九州）の鉄道路線（地方交通線）である。
添田駅 - 夜明駅間は平成29年7月九州北部豪雨の影響で被災したため、鉄道の運行がなく、JR九州バスの運営による日田彦山線BRTが代替交通となっている。

## 概要
平尾台・香春などから産出される石灰石や添田地区の石炭を運ぶために敷設された。筑豊東部の田川市を経て日田市と北九州市を直結している。JR九州主催のイベントである「JR九州ウォーキング」の一環として同線が所属する7自治体の協力によるイベント「ひたひこウォーキング」が毎年春と秋に開催されている。
城野駅 - 添田駅間は旅客営業規則の定める「福岡近郊区間」に含まれている。また、城野駅を除いてSUGOCAでの乗降はできないが、城野駅 - 田川後藤寺駅間を経由して後藤寺線新飯塚駅以遠を利用する場合は、SUGOCAでの乗車で通過すること（途中下車なしにSUGOCAエリアまで通り抜けること）はできる。2023年8月27日までは添田駅 - 今山駅間も福岡近郊区間に含まれており、全線でSUGOCAでの乗車で通過利用が可能であったが、翌28日に日田彦山線BRTが運行開始したことで、田川後藤寺駅 - 夜明駅間でSUGOCAの通過利用は不可能となった（運賃計算上の最短経路としては引き続き適用される）。
リアルタイム列車位置情報システム「どれどれ」対応路線（小倉駅 -添田駅間）であり、スマートフォンアプリ「JR九州アプリ」により、リアルタイムの列車位置情報が閲覧できる。
2018年9月28日より、小倉駅 - 田川後藤寺駅間で駅ナンバリングを実施している。路線記号はJI、ラインカラーは茶色である。

## 路線データ
- 管轄（事業種別）：九州旅客鉄道（第一種鉄道事業者）
- 路線距離（営業キロ）：68.7km
- 軌間：1067mm
- 道床：全線バラスト軌道
- 駅数：24（起終点駅含む）
  - 日田彦山線所属駅に限定した場合、起終点駅（城野駅は日豊本線、夜明駅は久大本線の所属[7]）が除外され、22駅となる。
- 複線区間：なし（全線単線）
- 電化区間：なし（全線非電化）
- 閉塞方式：特殊自動閉塞式（軌道回路検知式）
- 運転指令所：博多総合指令センター[8]
- 最高速度：85km/h[2]

全線が本社鉄道事業本部直轄となっている。

### 利用状況

#### 平均通過人員
各年度の平均通過人員（人/日）および旅客運輸収入は以下のとおりである。
| 年度                   | 平均通過人員（人/日） | 平均通過人員（人/日） | 平均通過人員（人/日） | 旅客運輸収入 （百万円/年） | 出典   |
| 年度                   | 全区間                | 城野 - 田川後藤寺     | 田川後藤寺 - 夜明     | 旅客運輸収入 （百万円/年） | 出典   |
| ---------------------- | --------------------- | --------------------- | --------------------- | -------------------------- | ------ |
| 1987年度（昭和62年度） | 2,057                 | 3,287                 | 1,103                 |                            | [ 9 ]  |
| 2016年度（平成28年度） | 1,302                 | 2,595                 | 299                   | 330                        | [ 9 ]  |
| 2017年度（平成29年度） | 2,514                 | 2,514                 | 非開示                | 317                        | [ 10 ] |
| 2018年度（平成30年度） | 2,471                 | 2,471                 | 非開示                | 302                        | [ 11 ] |
| 2019年度（令和元年度） | 2,379                 | 2,379                 | 非開示                | 292                        | [ 12 ] |
| 2020年度（令和02年度） | 1,677                 | 1,677                 | 非開示                | 193                        | [ 13 ] |
| 2021年度（令和03年度） | 1,827                 | 1,827                 | 非開示                | 211                        | [ 14 ] |
| 2022年度（令和04年度） | 1,945                 | 1,945                 | 非開示                | 227                        | [ 15 ] |

#### 線区別収支
各年度の収支（営業収益、営業費、営業損益）は以下のとおりである。▲はマイナスを意味する。なお、田川後藤寺駅 - 夜明駅間は平均通過人員が2,000人/日未満であるが、平成29年九州北部豪雨の影響で長期運休中のため、開示されていない。
| 年度                   | 収支（百万円） | 収支（百万円） | 収支（百万円） | 出典   |
| 年度                   | 営業収益       | 営業費         | 営業損益       | 出典   |
| ---------------------- | -------------- | -------------- | -------------- | ------ |
| 2020年度（令和02年度） | 199            | 716            | ▲517           | [ 16 ] |
| 2021年度（令和03年度） | 214            | 560            | ▲346           | [ 17 ] |
| 2022年度（令和04年度） | 227            | 643            | ▲416           | [ 18 ] |

## 運行形態
特急・急行列車などの優等列車はなく、普通および快速列車のみである。また、添田駅 - 夜明駅間は平成29年7月九州北部豪雨により被災しBRTによる運行が行われている。
大半の列車がワンマン運転であり、一部の列車に車掌が乗務している。

### 城野駅 - 添田駅間
路線の起点は城野駅だが、城野駅を通る日田彦山線の定期列車は全て日豊本線の小倉駅発着で運行されている。小倉駅 - 田川後藤寺駅間は1時間に1 - 2本、田川後藤寺駅 - 添田駅間は1時間に1本程度（早朝は2時間程度開く）運行されている。小倉行きの一部の列車は西小倉駅で鹿児島本線の折尾・博多方面への列車と対面乗り換えが図られているが、朝夕の数本以外は西小倉駅での鹿児島本線との乗り換え・接続は考慮されていない。
小倉駅 - 添田駅間の全区間を通して運転される列車と、小倉駅 - 田川後藤寺駅間の列車、田川後藤寺駅 - 添田駅間の列車がある。ほかに、田川伊田駅 - 田川後藤寺駅間の1駅間を運行する列車が早朝1往復、香春駅 - 添田駅間に平日朝1往復、後藤寺線との直通列車が夜間2本運行される。被災前はこの他にも早朝1本のみ田川伊田駅から久大本線日田駅経由で大分駅まで直通する列車も設定されていた。これは、2017年3月時点で日田彦山線経由の列車が日田駅から由布院・大分方面に直通する唯一の列車となっていた。
2007年3月18日のダイヤ改正以降は、毎朝通勤時間帯に添田発小倉行きの快速列車が上り1本のみ運行されている。この快速列車は、石原町駅で田川後藤寺駅を先発した上り普通列車を追い越す形で緩急接続していた。この運行形態は2017年3月4日のダイヤ改正で廃止され、追い越しや緩急接続も無く、先発の普通列車が小倉駅に先着するダイヤとなり、後続の快速列車は石原町駅から小倉駅まで各駅に停車するように変更された。また、車内や駅の案内放送でも、石原町駅以北では普通列車として案内されている。なお、サボは2017年のダイヤ改正前から使用していた物をそのまま使用しており、快速区間は特に記載されていなかった。なお、2018年3月のダイヤ改正から、行き先表示位置が貫通扉上の方向幕に変更になったため、サボは使われなくなった。久大本線復旧の2018年7月14日のダイヤ修正で新たに西添田駅・池尻駅・一本松駅に停車するようになり、通過駅は採銅所駅・呼野駅のみとなった。

### 添田駅 - 夜明駅間
この区間は前述の通り九州北部豪雨で被災したためBRTによる運行が行われている。
路線の終点は夜明駅だが、被災前は彦山駅 - 夜明駅間を通る全ての定期列車が久大本線の日田駅発着で運行されていた。この直通分に関してもBRTが代替となっており、久大本線に並行してBRTが運行されている。

## 使用車両
気動車のみ。
- キハ40形・キハ47形・キハ140形・キハ147形 - 筑豊篠栗鉄道事業部直方車両センター所属。勾配線区であることを考慮して、エンジン換装車が使われている。

### 過去の主な使用車両
- キハ31形 - 筑豊篠栗鉄道事業部直方車両センターに所属していた。
- キハ58系
- キハ66・67形
- キハ125形 - 大分鉄道事業部大分車両センター所属。田川伊田駅 - 日田駅間で運用されていたが、2017年7月の九州北部豪雨による添田駅 - 夜明駅間被災により日田彦山線運用は無くなっている。

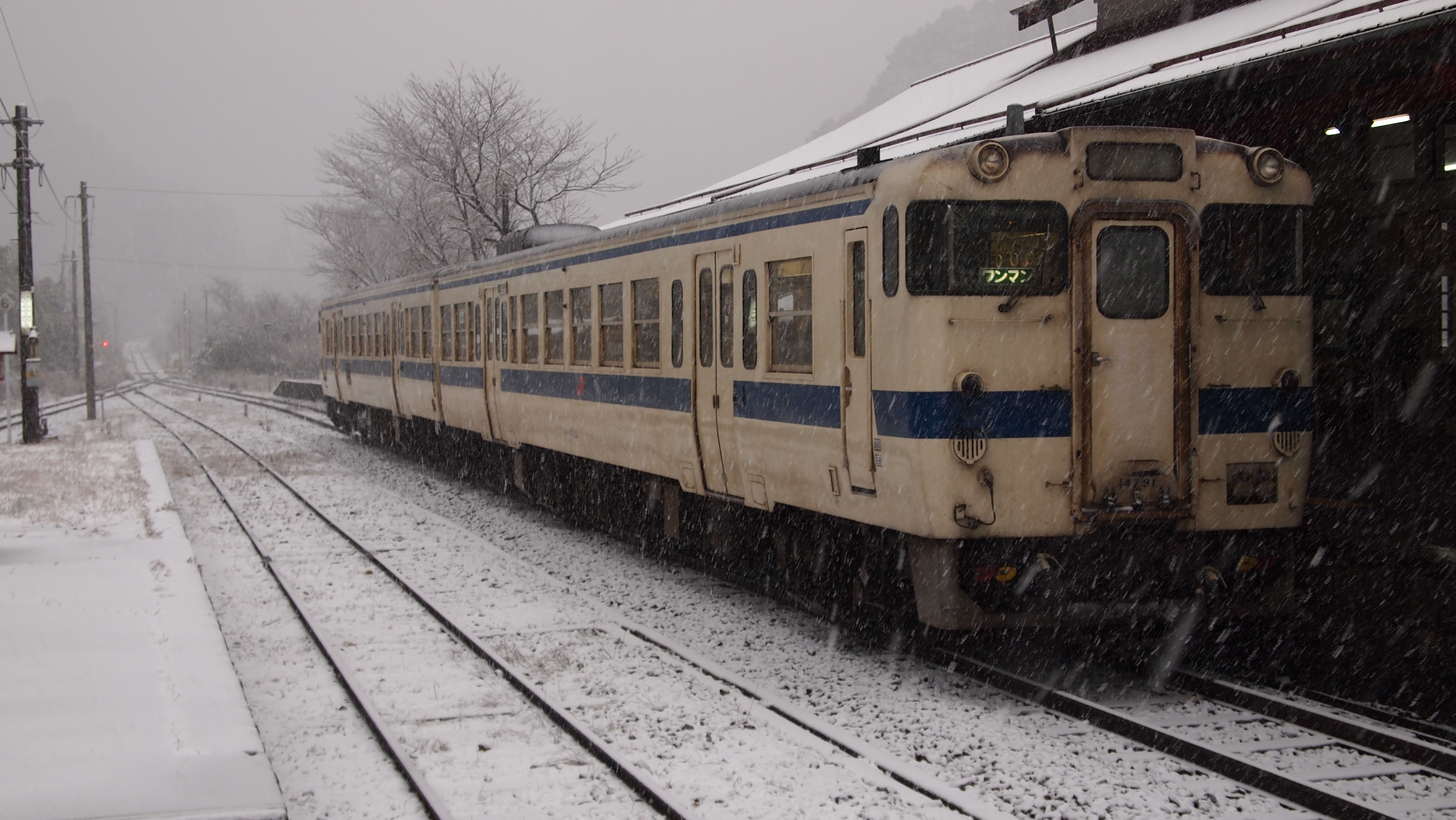
キハ147形 彦山駅構内にて
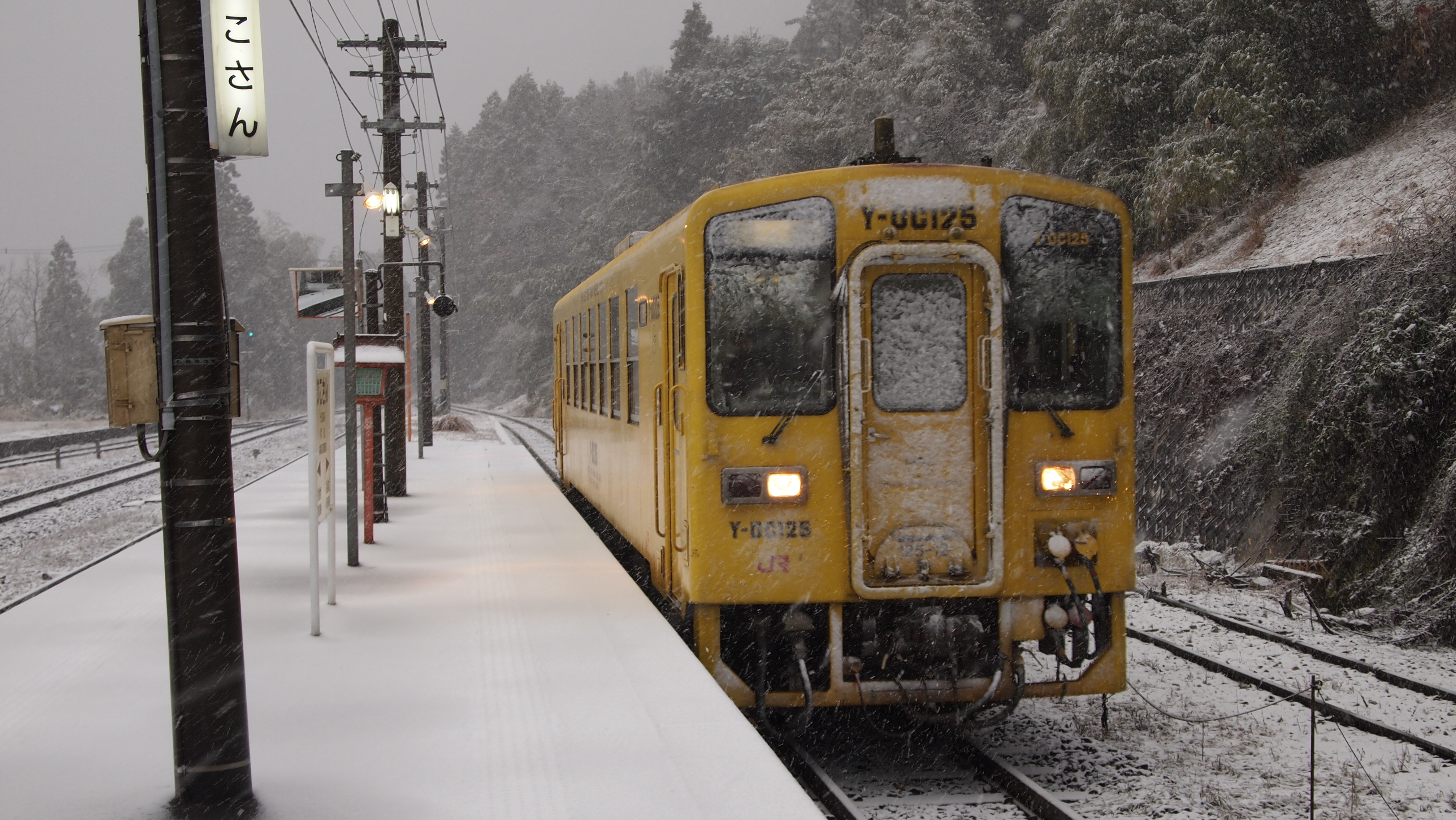
キハ125形 彦山駅構内にて
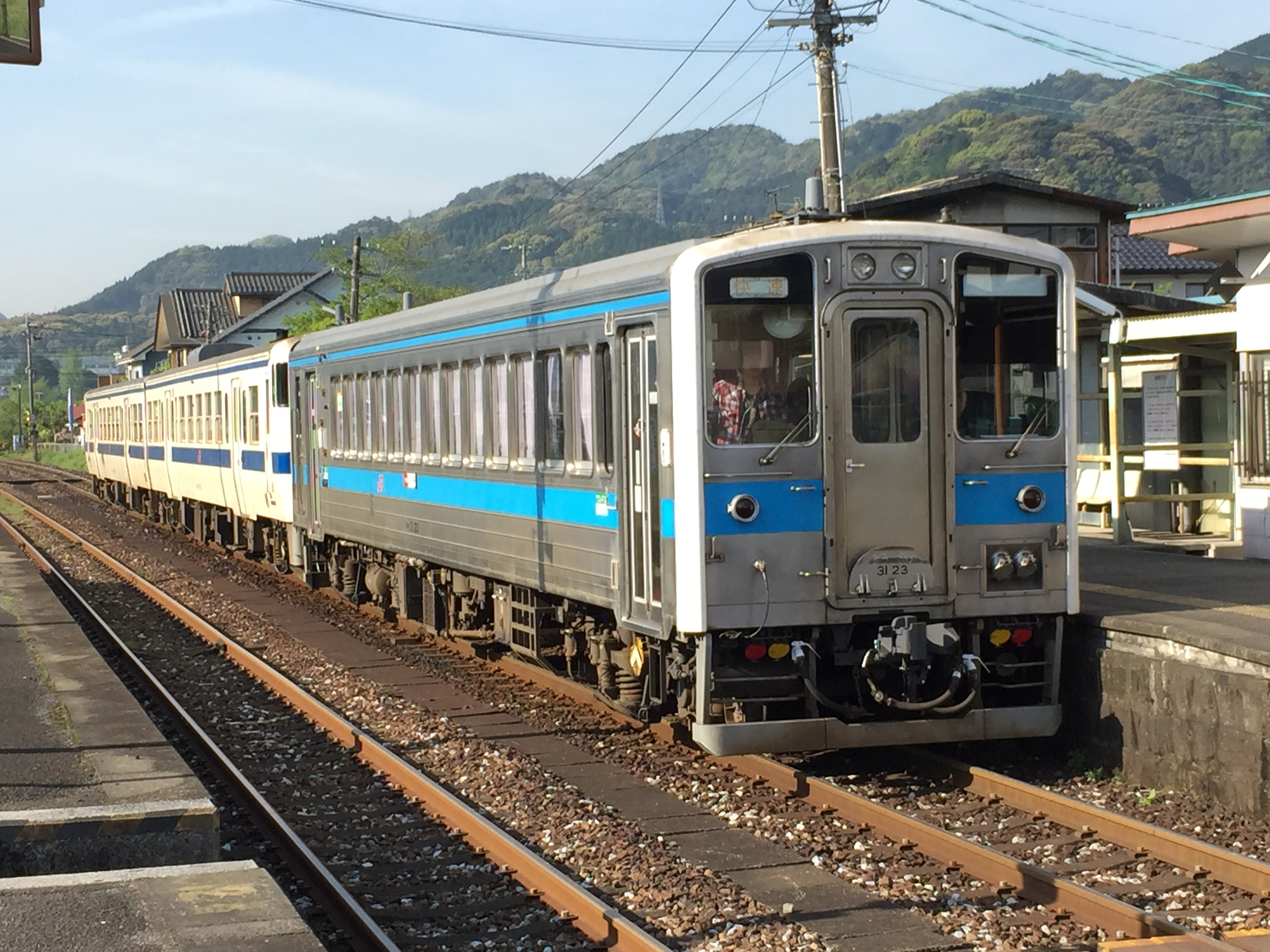
キハ31形（手前） 石原町駅構内にて

## 歴史

路線名および区間の変遷

石田駅（水町信号場） - 香春駅間は、小倉鉄道（こくらてつどう）が1915年に開業した区間である。小倉鉄道は、東小倉駅 - 上香春駅（現在の香春駅） - 大任駅 - 上添田駅（現在の添田駅）間を開業していたが、この路線は1943年に戦時買収により国有化され添田線（初代）となった。
田川伊田駅 - 田川後藤寺駅 - 西添田駅間は、豊州鉄道および同社を合併した九州鉄道が1903年までに開業させた。1907年の国有化後は、田川線の一部となった。
西添田駅 - 夜明駅間は1937年から1956年にかけて延伸開業した区間である。西添田側は田川線の延伸、日田側からは彦山線（ひこさんせん）として開業し、全通後は東小倉駅 - 大任駅 - 夜明駅間が日田線（ひたせん）となった。
1956年11月には、起点側（城野駅付近）で線路の付け替えが行なわれた。小倉鉄道が敷設した線路は、日豊本線の城野駅 - 曽根駅（現在の下曽根駅）間を乗り越し、東小倉駅へ直行する形であったが、石田駅（水町信号場） - 城野駅間に短絡線を敷設し、日田線列車は城野駅から日豊本線に乗り入れ、小倉駅に向かうようになった。同時に東小倉駅 - 石田駅間は貨物線となり、1962年に廃止された。
1957年10月には、香春駅 - 伊田駅（現在の田川伊田駅）間の支線が開業し、現在のルートが完成した。1960年に田川線の伊田駅 - 後藤寺駅 - 添田駅間を編入すると同時に香春駅 - 大任駅 - 添田駅間を添田線（2代）として分離し、城野駅・東小倉駅 - 伊田駅 - 夜明駅間が日田彦山線となった。なお、この時に分離された添田線は、第1次特定地方交通線に指定され、1985年に廃止された。
この路線は門司港駅・小倉駅から久大本線由布院駅方面への短絡線となっていたことから、1960年代より1980年代まで、「あさぎり」「あきよし」「はんだ」「日田」「ひこさん」といった準急列車・急行列車が運行されていた。しかし、北九州工業地帯の衰退に伴う北九州市の地位低下や、日田市など大分県西部の福岡市との結びつきの強まりなどによって大分県西部と北九州市の間の旅客流動が減少したこと、さらには大分自動車道の開通で高速バスや自家用車への旅客転移が進んだことから、1980年に急行列車は快速に格下げされ、さらに各駅停車化という形で順次廃止された。

### 小倉鉄道→添田線（初代）（東小倉駅 - 香春駅 - 大任駅 - 添田駅間）
- 1915年（大正4年）4月1日：小倉鉄道'が東小倉駅 - 上香春駅 - 今任駅 - 上添田駅間 (24.5M) を開業、東小倉・石田・石原町・呼野・採銅所・上香春・上伊田（停留場）・今任・梅田・伊原・上添田の各駅を開業。
- 1916年（大正5年）4月1日：湯川仮停留場を新設（安部山観桜時期に開設）。
- 1918年（大正7年）4月21日：富野連絡所 - 東小倉駅間にマイルを設定 (0.4M)。
- 1922年（大正11年）
  - 4月1日：富野連絡所を信号場に改める。
  - 12月1日：上伊田停留場を駅に改める。
- 1931年（昭和6年）：1934年（昭和9年）頃 - 上添田駅を彦山口駅に改称。
- 1933年（昭和8年）
  - 4月23日：湯川仮停留場を廃止。
  - 10月23日：妙見・東城野・志井・母原・木下・下呼野・五反田・宮原・鏡山・上今任[注 6]・柿原[注 6]の各停留場を新設。
- 1934年（昭和9年）5月2日：湯川仮停留場を新設（5月4日まで招魂祭参拝客取扱のため）。
- 1935年（昭和10年）4月1日：一本松停留場を新設[注 6]。
- 1936年（昭和11年）12月30日：豆塚停留場を新設。
- 1937年（昭和12年）4月25日：上呼野停留場を新設。
- 1940年（昭和15年）2月6日：丸山信号場を新設。
- 1942年（昭和17年）
  - 6月10日：東城野・志井・母原・木下・下呼野・上呼野・五反田・宮原・鏡山・一本松[注 6]・上今任[注 6]・柿原[注 6]・豆塚[注 6]の各停留場を廃止。
  - 8月25日：彦山口駅を添田駅（2代）に改称。
- 1943年（昭和18年）
  - 2月25日：志井駅を新設。
  - 5月1日：小倉鉄道を戦時買収により国有化、東小倉駅 - 添田駅間 (27.3km) を添田線とする[21]、上香春駅を香春駅に、梅田駅[注 6]を大任駅に改称。妙見停留場を駅に改める、富野信号場を廃止して東小倉駅構内に併合。
- 1945年（昭和20年）5月1日：川崎駅を豊前川崎駅に改称。
- 1948年（昭和23年）7月1日：丸山信号場を廃止。

### 豊州鉄道→九州鉄道→田川線（香春駅 - 後藤寺駅 - 添田駅間）
- 1896年（明治29年）2月5日：豊州鉄道が伊田駅 - 後藤寺駅間 (1M70C) を延伸開業、西身内谷（貨物）・後藤寺の各駅を新設。
- 1899年（明治32年）7月10日：後藤寺駅 - 川崎駅間 (2M67C) を延伸開業、後藤寺原（貨物）・池尻・川崎の各駅を新設、川崎駅 - 第一大任駅間（マイル設定なし）の貨物支線を開業し第一大任駅（貨物）を新設。
- 1901年（明治34年）9月3日：豊州鉄道が九州鉄道に合併。
- 1903年（明治36年）12月21日：川崎駅 - 添田駅間 (2.2M) を延伸開業、添田駅（初代）を新設。
- 1904年（明治37年）10月25日：西添田駅 - 庄駅間 (0.6M) の貨物支線を開業。
- 1906年（明治39年）1月12日：川崎駅 - 第二大任駅間 (1.2M) の貨物支線を開業。
- 1907年（明治40年）7月1日：鉄道国有法により九州鉄道を買収・国有化。
- 1908年（明治41年）3月28日：川崎駅 - 第一大任駅間にマイル設定 (0.5M)。
- 1909年（明治42年）
  - 1月1日：後藤寺駅 - 東身内谷駅間および後藤寺駅 - 南駅間の貨物支線を開業、東身内谷駅（貨物）・南駅（貨物）を新設。
  - 10月12日：国有鉄道線路名称制定により、田川線を行橋駅 - 添田駅間とする。
- 1913年（大正2年）3月1日：後藤寺原駅（貨物）を廃止。
- 1914年（大正3年）9月3日：後藤寺駅 - 東身内谷駅間の貨物支線を廃止、東身内谷駅（貨物）を廃止。
- 1942年（昭和17年）
  - 8月1日：添田駅（初代）を西添田駅に改称。
  - 8月25日：西添田駅 - 彦山駅間を延伸開業、添田（小倉鉄道既設駅）・豊前桝田・彦山の各駅を新設。
- 1943年（昭和18年）7月1日：西添田駅 - 庄駅間 (1.0km) の貨物支線を休止、庄駅（貨物）を廃止。
- 1945年（昭和20年）6月10日：後藤寺駅 - 南駅間 (0.4km) の貨物支線を休止して後藤寺駅構内に併合、南駅（貨物）を廃止。

### 彦山線（夜明駅 - 大行司駅間）
- 1937年（昭和12年）8月22日：彦山線として夜明駅 - 宝珠山駅間 (7.4km) を開業、今山・大鶴・宝珠山の各駅を新設。
- 1946年（昭和21年）9月20日：宝珠山駅 - 大行司駅間 (2.0km) を延伸開業、大行司駅を新設。
- 1953年（昭和28年）3月19日：釈迦ヶ岳トンネルの工事現場で落盤が発生。死者21人、重軽傷者4人[22]。

### 日田線
- 1956年（昭和31年）
  - 3月15日：彦山駅 - 大行司駅間 (12.1km) を延伸開業、筑前岩屋駅を新設、添田線に田川線添田駅 - 彦山駅間および彦山線を編入し日田線を東小倉駅 - 大任駅 - 夜明駅間 (68.5km) として路線統合。
  - 11月19日：城野駅 - 石田駅間 (3.3km) 開業（ただし旅客営業のみ。新線は城野駅 - 水町信号場 (1.2km)。日田線の旅客列車が小倉駅へ乗り入れを開始）、水町信号場を新設、東小倉駅 - 石田駅間の旅客営業を廃止、東小倉駅・妙見駅を一般駅から貨物駅に変更。
- 1957年（昭和32年）10月1日：香春駅 - 伊田駅間（4.0km。現在のルートが完成）を開業。なお、香春駅から現在の一本松駅南方までは大任方面（後の2代目添田線、現在廃止）と、伊田駅から現在の平成筑豊鉄道上伊田駅西方までは勾金方面と、それぞれ線路を共有しており、実際に新設された線路は数百m程度である。城野駅 - 石田駅間 (3.3km) で貨物営業を開始。
- 1959年（昭和34年）5月1日：門司駅 - 天ケ瀬駅間で準急「あさぎり」運行開始。

### 日田彦山線
- 1960年（昭和35年）

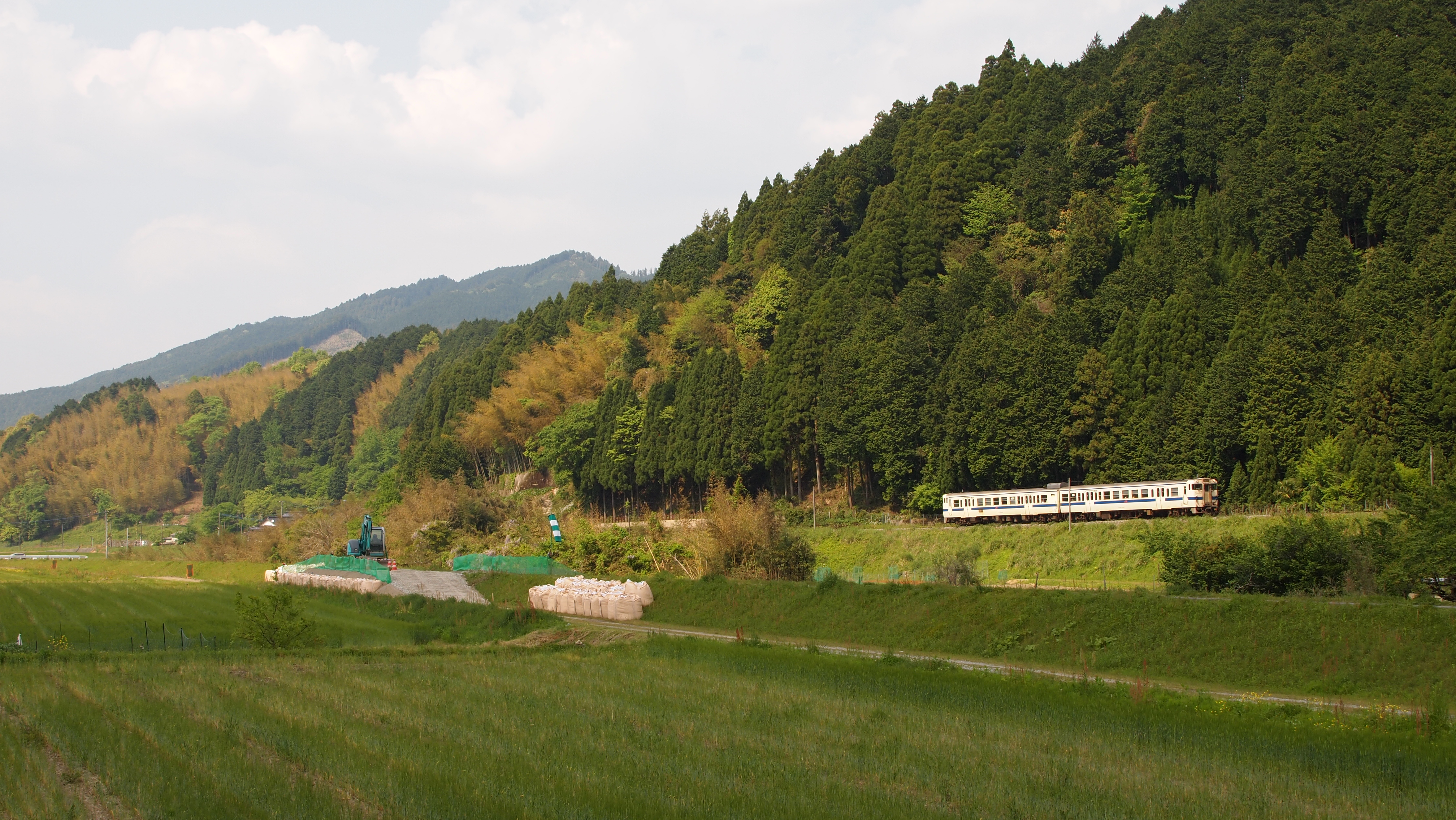
被災前の豊前桝田駅 - 彦山駅間

  - 4月1日：日田線から香春駅 - 大任駅 - 添田駅間を添田線（2代）に分離、伊田駅 - 添田駅間を田川線から編入して改称することにより日田彦山線を城野駅 - 後藤寺駅 - 夜明駅間 (68.7km)、貨物支線東小倉駅 - 石田駅間 (6.5km)、貨物支線豊前川崎駅 - 第一大任駅間 (0.9km)、貨物支線豊前川崎駅 - 第二大任駅間 (1.9km) とする。
  - 8月1日：由布院駅→小倉駅→博多駅間で準急「ひこさん」運行開始。また、「あさぎり」の運行区間を門司港駅 - 由布院駅間とする。
  - 9月20日：小森信号場を新設[23]。
- 1962年（昭和37年）10月1日：東小倉駅 - 石田駅間 (6.5km) の貨物支線を廃止、妙見駅（貨物）・水町信号場を廃止。
- 1963年（昭和38年）10月1日：臨時列車として門司港駅・直方駅 - 由布院駅間で準急「はんだ」、門司港駅・直方駅 - 豊後中村駅間で「日田」運行開始。
  - 運行区間としては「はんだ」は門司港駅→由布院駅→小倉駅→直方駅、「日田」は直方駅→小倉駅→豊後中村駅→門司港駅という形態を採用した。
- 1964年（昭和39年）
  - 3月20日：「はんだ」「日田」定期列車化。
  - 10月1日：「日田」運行区間を門司港駅・直方駅 - 由布院駅間に変更。
- 1965年（昭和40年）10月1日：「はんだ」「日田」の運行区間を変更し、それぞれ以下の通りとなる。また、山陰本線浜田駅 - 博多駅間を運行していた準急「あきよし」が編成の一部を小倉駅で分割し当線経由で天ケ瀬駅まで乗り入れ開始。
  - 「はんだ」 ：門司港駅 - 黒崎駅 - 直方駅 - 由布院駅間
  - 「日田」：直方駅 - 黒崎駅 - 小倉駅 - 由布院駅間
- 1966年（昭和41年）3月5日：準急制度廃止に伴い、「あさぎり」「あきよし」「はんだ」「日田」「ひこさん」を急行列車に格上げ。
- 1970年（昭和45年）2月1日：豊前川崎駅 - 第二大任駅間 (1.9km) の貨物支線を廃止、第二大任駅（貨物）を廃止。
- 1971年（昭和46年）10月：小森信号場を廃止。
- 1974年（昭和49年）12月10日：豊前川崎駅 - 第一大任駅間 (0.9km) の貨物支線を廃止、第一大任駅（貨物）を廃止。
- 1980年（昭和55年）10月1日：ダイヤ改正に伴い、「ひこさん」廃止。「あさぎり」「はんだ」「日田」については快速列車に格下げ。「あきよし」については下関駅以西普通列車化。
- 1982年（昭和57年）11月3日：伊田駅を田川伊田駅に、後藤寺駅を田川後藤寺駅に改称。
- 1984年（昭和59年）2月15日：全線CTC化、指令所は田川伊田指令[8][24]。
- 1985年（昭和60年）
  - 3月14日：快速「あきよし」廃止。快速「ひこさん」名称復活。
  - 4月1日：添田線 香春駅 - 今任駅 - 添田駅間が廃止
- 1986年（昭和61年）11月1日：田川後藤寺駅 - 夜明駅間 (38.7km) の貨物営業を廃止、快速「あさぎり」「はんだ」「ひこさん」の列車名称廃止。快速「日田」は下りが小倉発日田行き、上りが天ケ瀬発門司港行き[25]。

### 民営化以降
- 1987年（昭和62年）4月1日：国鉄分割民営化により九州旅客鉄道（第1種・全線）、日本貨物鉄道（第2種・城野駅 - 石原町駅間）が承継、石原町駅 - 田川後藤寺駅間 (21.0km) の貨物営業を廃止。
- 1988年（昭和63年）3月13日：快速「日田」の運行区間が上下とも門司港駅 - 天ケ瀬駅間に[26]。
- 1989年（平成元年）3月11日：志井公園駅を新設[27]。
- 1997年（平成9年）3月22日：一本松駅を新設。
- 1996年（平成8年）3月16日：ダイヤ改正に伴い、石原町駅 -鹿児島本線黒崎駅間に設定されていた貨物列車が廃止[28]。
- 1999年（平成11年）
  - 3月13日：田川後藤寺駅 - 夜明駅間でワンマン運転を開始[29]。
  - 4月1日：日本貨物鉄道が城野駅 - 石原町駅間 (9.0km) の第二種鉄道事業を廃止。
  - 11月25日：城野駅 - 田川後藤寺駅間でワンマン運転を開始[30]。
- 2000年（平成12年）3月11日：下り快速「日田」を廃止、上り快速「日田」を添田駅 - 小倉駅間の運転に変更[31]。
- 2001年（平成13年）3月1日：快速「日田」を廃止。
- 2007年（平成19年）3月18日：朝の通勤時間帯に添田駅発小倉駅行き快速を新設。列車名は無い。停車駅は、添田・豊前川崎・田川後藤寺・田川伊田・香春・石原町・城野・西小倉・小倉の各駅。
- 2008年（平成20年）3月15日：歓遊舎ひこさん駅を新設。
- 2013年（平成25年）
  - 1月27日：全線の運行指令業務を田川伊田指令から博多総合指令に移管[8]。
  - 9月9日：蓄電池電車に改造された817系が試験のため入線。
- 2016年（平成28年）12月22日：スマートフォンアプリ「JR九州アプリ」内のリアルタイム列車位置情報システム「どれどれ」提供開始[5]。
- 2017年（平成29年）
  - 3月4日：快速列車の停車駅及び一部列車の時刻の変更。石原町駅での緩急接続・追越しを廃止の上、石原町駅 - 小倉駅間を各駅停車に変更。平日の快速列車もワンマン化し、これにて年間を通して快速列車はワンマン運転という形態に変更。
  - 7月5日：平成29年7月九州北部豪雨により添田駅 - 夜明駅間で63箇所にわたり線路被災が確認され、運転見合わせとなる[32][33][34][35]。
  - 7月31日：JR九州が大行司駅 - 日田駅間で1日4往復のバス代行輸送を開始[36][注 7]。
  - 8月16日 - 添田駅 - 大行司駅間でもバス代行輸送を開始。既設の大行司駅 - 日田駅間4往復に加え、添田駅 - 日田駅間に直通便2往復、添田駅 - 彦山駅間に下り5本・上り6本を運行[39][40]。
  - 10月25日：九州北部豪雨により被災区間に取り残された車両（キハ147系2両、保線車両1両）を撤去[41]。
- 2018年（平成30年）
  - 2月1日：筑前岩屋駅 - 大行司駅間でもバス代行輸送を開始。
  - 3月17日：代行バスのダイヤ改正を行い、添田駅 - 彦山駅、筑前岩屋駅 - 日田駅、添田駅 - 日田駅の3系統に整理。
  - 7月14日：ダイヤ変更。快速列車が新たに西添田駅・池尻駅・一本松駅に停車するようになり、通過駅は採銅所駅・呼野駅のみとなった[20]。
  - 9月28日 : 小倉駅 - 田川後藤寺駅間で駅ナンバリング（JI01 - JI14）を制定[6]。
- 2020年（令和2年）
  - 7月16日：添田駅 - 夜明駅間について、JR九州と福岡県、大分県および沿線自治体がBRTでの復旧に合意[42]。
  - 9月：BRT復旧工事に着手[43]。
- 2023年（令和5年）8月28日：添田駅 - 日田駅間で日田彦山線BRT（BRTひこぼしライン）の運行を開始[44][注 8]。添田駅 - 夜明駅間の日田彦山線としての乗車券類の販売を廃止[注 9]し、添田駅 - 今山駅間が福岡近郊区間から除外[3][注 10]。

## 九州北部豪雨に伴う被災
2017年（平成29年）7月5日から6日にかけて発生した九州北部豪雨により、彦山川沿いを走る添田駅以南で甚大な被害を受ける。第二彦山川橋梁（添田駅 - 歓遊舎ひこさん駅間）は橋脚が傾き、第三彦山川橋梁（豊前桝田駅 - 彦山駅間）も変形した。また、筑前岩屋駅構内や釈迦岳トンネル（彦山駅 - 筑前岩屋駅間）では土砂流入が発生し、大行司駅では駅舎の倒壊や構内の路盤崩壊、大行司駅 - 大鶴駅間では盛土の流出なども生じた。また、直通運転先の久大本線でも光岡駅 - 日田駅間で花月川橋梁が流失するなどの被害を受けたこともあり、添田駅 - 夜明駅間が全面運休となった。

### 復旧とBRT転換
JR九州社長の青柳俊彦は2018年10月2日から4日にかけて行われた複数の報道機関とのインタビューの中で、被災区間の復旧に関し「今回のような大きな災害があった場合、ゼロから鉄道を造るようなもの」「復旧まで年単位、もしくはそれ以上の期間になるのでは」とした上で、JR九州単独での復旧は難しいとする方針を明らかにした。その上で、国や沿線自治体が一定の費用を負担する形での鉄道による復旧や、バスやタクシーなどの鉄道以外での交通手段確保も選択肢に含めて、関係機関との協議を進める方針を示している。この方針を示した背景として、各報道機関では、同区間の輸送密度が299人と同社内で5番目に少ない区間となっていることを指摘しているほか、『毎日新聞』は株主から赤字路線対策の要求があると報じている。
その後に開催された「日田彦山線復旧会議検討会」の中で、復旧費については災害復旧事業と合併施行することなどにより費用の一部を国や沿線自治体が負担することでおおむね合意が得られているものの、その後の維持管理費用についてJR九州は線路などの鉄道設備も自治体側が買い取り、設備管理の負担を軽減しながらJR側が運営を担う「上下分離方式」を提示。沿線自治体は鉄道での復旧を希望するものの、大幅な費用負担に強い難色を示しており、これを受けてJR九州の青柳社長は8月27日、「きちんと維持していく方策が確認できれば、鉄道でやりたい。だが、鉄道を安全に維持するにはコストがかかる。真っ向から『一銭たりとも出さない』と言われるのは厳しい」「話が進まないようであれば、『鉄道維持は難しい』と地元の皆さんがおっしゃったという認識になる」「交通ネットワークの維持を考えれば、輸送モード（手段）の変更は案としてある」と述べ、沿線自治体の費用負担協議が決裂した場合には鉄道による復旧を断念し、バス・ラピッド・トランジット (BRT) による復旧方法を提示する意向を示唆した。具体的には、彦山駅 - 筑前岩屋駅間の釈迦岳トンネル内の線路を舗装し、バス専用道路にした上でバスによる交通確保を図る計画であるという。2019年1月17日にはJR九州が、鉄道による復活を希望するのであれば年間1億6000万円の維持費用を沿線自治体に求めるとし、このことについて東峰村・渋谷博昭村長は「同意できる提案ではない。なぜ日田彦山線だけに地元負担を求めるのか分からない。鉄道は全九州のネットワークとなっており、全体をみて考えてほしい」と言及して反発しており、この影響でバス代行輸送が長期化すると見込まれていた。2020年2月12日、大分県日田市でJR九州社長、大分・福岡両県知事など沿線自治体首長が参加した「日田彦山線復旧会議」においても、東峰村長以外はBRT転換を容認した。
2020年5月16日には福岡県の小川洋知事が東峰村を訪れ、村長の渋谷や村議会の佐々木紀嘉議長らに対して「鉄道復旧を目指してきたが力が及ばなかった。村の思いに応えられず申し訳ない」と陳謝した。他方で、県側はJR九州提案の彦山駅 - 筑前岩屋駅間のみのバス専用道化案に対し、より大分県との県境に近い宝珠山駅までのバス専用道化を求めて交渉する方針も示した。これを受けて村側は鉄道復旧断念の方針を容認する構えであり、これにより3つの沿線自治体すべてがBRTによる復旧で一致したことになる。2020年7月16日にはBRTによる復旧で正式合意がなされ、専用道の整備区間も要望を反映した彦山駅 - 宝珠山駅間に決定し、工事が開始された。
工事は2023年に完了し、同年8月28日に日田彦山線BRT（愛称：BRTひこぼしライン）として営業が開始された。BRTはJR九州を事業主体としつつも、運営は子会社のJR九州バスが行っている（運行の一部は日田バスに委託）。
この間、令和2年7月豪雨で被災した久大本線第2野上川橋梁（豊後中村 - 野矢間）の復旧に際して、専用道へ転用されない区間にあたる宝珠山駅 - 大鶴駅間の橋桁3基が転用されている。

## 駅一覧
便宜上、直通運転を行っている日豊本線の小倉駅 - 城野駅間、直通運転を行っていた久大本線の夜明駅 - 日田駅間もあわせて記載する。
- 累計営業キロは城野駅からのもの。
- 九：特定都区市内制度における「北九州市内」エリアの駅
- 普通列車は全駅に停車。
- 快速列車は添田駅 - 小倉駅間で上り1本のみ運転。呼野駅、採銅所駅（▽）を除く全ての駅に停車する。
- 線路（日田彦山線内は全線単線） … ◇・∨：列車交換可能、｜：列車交換不可、 ||：複線区間（日豊本線内）
- 欄の背景色が   グレーである駅は、平成29年7月九州北部豪雨の影響により被災し、BRTが運行されている区間の駅（各駅とも日田彦山線BRTの駅を設置）[34]。

| 路線名           | 駅番号        | 駅名        | 営業キロ                                            | 営業キロ                                                     | 接続路線 | 線路          | 所在地        | 所在地   | 所在地   |
| 路線名           | 駅番号        | 駅名        | 駅間                                                | 累計                                                         | 接続路線 | 線路          | 所在地        | 所在地   | 所在地   |
| ---------------- | ------------- | ----------- | --------------------------------------------------- | ------------------------------------------------------------ | --- | ------------- | ------------- | -------- | -------- |
| 日豊本線         | JI01          | 小倉駅 九   | -                                                   | 6.1                                                          | 九州旅客鉄道： 鹿児島本線（門司方面：JA28）・ 山陽本線（JA51） 西日本旅客鉄道： 山陽新幹線 北九州高速鉄道（北九州モノレール）：小倉線（01） | \|\|          | 福岡県        | 北九州市 | 小倉北区 |
| 日豊本線         | JI02          | 西小倉駅 九 | 0.8                                                 | 5.3                                                          | 九州旅客鉄道： 鹿児島本線（折尾方面：JA27）                                                                                                 | \|\|          | 福岡県        | 北九州市 | 小倉北区 |
| 日豊本線         | JI03          | 南小倉駅 九 | 2.7                                                 | 2.6                                                          | | \|\|          | 福岡県        | 北九州市 | 小倉北区 |
| 日豊本線         | JI04          | 城野駅 九   | 2.6                                                 | 0.0                                                          | 九州旅客鉄道： 日豊本線（大分方面：JF04）                                                                                                   | ∨             | 福岡県        | 北九州市 | 小倉南区 |
| 日田彦山線       | JI04          | 城野駅 九   | 2.6                                                 | 0.0                                                          | 九州旅客鉄道： 日豊本線（大分方面：JF04）                                                                                                   | ∨             | 福岡県        | 北九州市 | 小倉南区 |
| JI05             | 石田駅 九     | 3.3         | 3.3                                                 |                                                              | ◇ |               | 福岡県        | 北九州市 | 小倉南区 |
| JI06             | 志井公園駅 九 | 1.8         | 5.1                                                 | 北九州高速鉄道（北九州モノレール）：小倉線（企救丘駅：13）   | ｜ |               | 福岡県        | 北九州市 | 小倉南区 |
| JI07             | 志井駅 九     | 1.7         | 6.8                                                 |                                                              | ◇ |               | 福岡県        | 北九州市 | 小倉南区 |
| JI08             | 石原町駅 九   | 2.2         | 9.0                                                 |                                                              | ◇ |               | 福岡県        | 北九州市 | 小倉南区 |
| JI09             | 呼野駅 九▽    | 3.3         | 12.3                                                |                                                              | ｜ |               | 福岡県        | 北九州市 | 小倉南区 |
| JI10             | 採銅所駅▽     | 5.8         | 18.1                                                |                                                              | ◇ | 田川郡 香春町 | 田川郡 香春町 |          |          |
| JI11             | 香春駅        | 5.3         | 23.4                                                |                                                              | ◇ | 田川郡 香春町 | 田川郡 香春町 |          |          |
| JI12             | 一本松駅      | 1.6         | 25.0                                                |                                                              | ｜ | 田川郡 香春町 | 田川郡 香春町 |          |          |
| JI13             | 田川伊田駅    | 2.4         | 27.4                                                | 平成筑豊鉄道：伊田線・田川線（HC15）                         | ◇ | 田川市        | 田川市        |          |          |
| JI14             | 田川後藤寺駅  | 2.6         | 30.0                                                | 九州旅客鉄道： 後藤寺線（JJ06） 平成筑豊鉄道：糸田線（HC55） | ◇ | 田川市        | 田川市        |          |          |
|                  | 池尻駅        | 2.2         | 32.2                                                |                                                              | ◇ | 田川郡        | 川崎町        |          |          |
| 豊前川崎駅       | 2.5           | 34.7        |                                                     | ｜                                                           | | 田川郡        | 川崎町        |          |          |
| 西添田駅         | 3.6           | 38.3        |                                                     | ｜                                                           | 添田町 | 田川郡        |               |          |          |
| 添田駅           | 1.2           | 39.5        | 九州旅客鉄道：■日田彦山線BRT（BRTひこぼしライン）   | ｜                                                           | 添田町 | 田川郡        |               |          |          |
| 歓遊舎ひこさん駅 | 2.1           | 41.6        |                                                     | ｜                                                           | 添田町 | 田川郡        |               |          |          |
| 豊前桝田駅       | 1.6           | 43.2        |                                                     | ｜                                                           | 添田町 | 田川郡        |               |          |          |
| 彦山駅           | 4.0           | 47.2        |                                                     | ◇                                                            | 添田町 | 田川郡        |               |          |          |
| 筑前岩屋駅       | 7.9           | 55.1        |                                                     | ｜                                                           | 朝倉郡 東峰村 | 朝倉郡 東峰村 |               |          |          |
| 大行司駅         | 4.2           | 59.3        |                                                     | ◇                                                            | 朝倉郡 東峰村 | 朝倉郡 東峰村 |               |          |          |
| 宝珠山駅         | 2.0           | 61.3        |                                                     | ｜                                                           | 朝倉郡 東峰村 | 朝倉郡 東峰村 |               |          |          |
| 大鶴駅           | 1.6           | 62.9        |                                                     | ｜                                                           | 大分県 日田市 | 大分県 日田市 | 大分県 日田市 |          |          |
| 今山駅           | 2.5           | 65.4        |                                                     | ｜                                                           | 大分県 日田市 | 大分県 日田市 | 大分県 日田市 |          |          |
| 夜明駅           | 3.3           | 68.7        | 九州旅客鉄道：■久大本線（ゆふ高原線）（久留米方面） | ｜                                                           | 大分県 日田市 | 大分県 日田市 | 大分県 日田市 |          |          |
| 夜明駅           | 3.3           | 68.7        | 九州旅客鉄道：■久大本線（ゆふ高原線）（久留米方面） | ｜                                                           | 大分県 日田市 | 大分県 日田市 | 大分県 日田市 | 久大本線 |          |
| 光岡駅           | 6.1           | 74.8        |                                                     | ◇                                                            | 大分県 日田市 | 大分県 日田市 | 大分県 日田市 |          |          |
| 日田駅           | 2.4           | 77.2        | 九州旅客鉄道：■久大本線（ゆふ高原線）（大分方面）   | ◇                                                            | 大分県 日田市 | 大分県 日田市 | 大分県 日田市 |          |          |

### 廃止区間
*印を付した停車場・信号場は路線廃止前に廃止されたもの。（貨）は貨物駅を表す。
- 富野信号場* - （貨）東小倉駅 - （貨）妙見駅 - 東城野停留場* - 湯川仮停留場* - 水町信号場 - 石田駅

- 田川線貨物支線：後藤寺駅 - （貨）東身内谷駅
- 田川線貨物支線：後藤寺駅 - （貨）南駅
- 日田彦山線貨物支線：豊前川崎駅 - （貨）第一大任駅
- 日田彦山線貨物支線：豊前川崎駅 - （貨）第二大任駅
- 田川線貨物支線：西添田駅 - （貨）庄駅

### 廃止停車場・信号場
- 水町信号場（城野駅 - 石田駅・妙見駅間。単線分岐型）
- 母原停留場（志井駅 - 石原町間）
- 木下停留場（石原町駅 - 呼野駅間）
- 小森信号場（同上）
- 下呼野停留場（同上）
- 上呼野停留場（呼野駅 - 採銅所駅間）
- 丸山信号場（同上）
- 宮原停留場（採銅所駅 - 香春駅間）
- 鏡山停留場（同上）
- （貨）西身内谷駅（田川伊田駅 - 田川後藤寺駅間）
- （貨）後藤寺原駅（田川後藤寺駅 - 池尻駅間）
- 宝珠山庁舎前・小石原庁舎前（彦山駅 - 筑前岩屋駅間）いずれもBRT開業前の列車代行バスで設けられた停留所[65]。

### 過去の接続路線
- （貨）東小倉駅：鹿児島本線
- 香春駅：添田線
- 豊前川崎駅：上山田線
- 添田駅：添田線